# Православље у Албанији
Православље у Албанији је једна од три највеће конфесије савремене Републике Албаније. Као православни хришћани се изјашњава око 10% становништва Албаније. Рано хришћанство је дошло на територију модерне Албаније током римског доба. Византијски обред у целини био је први и преовлађујући облик хришћанства међу нароима на овим просторима у периоду од 5-16. века, када су доживела и снажан утицај Византијског царства и суседних словенских племена. После првог пада Цариграда 1204. године од напада крсташа, албанска обала је пала у зону утицаја католичке Венеције. Католицизам почиње посебно снажно да потискује православље у северним и приморским крајевима земље, који су од давнина били усмерени на трговину са Италијом и Далмацијом.
Ове области су потпале под Отоманско царство током касног средњег века, а источно православље је претрпело дубоке друштвено-политичке потешкоће које су трајале све до пада Отоманског царства. Између 1913. и до почетка Другог светског рата у новоформираној држави Албанији, источно православље је доживело препород, а 1937. је призната аутокефалност након кратког раскола и оспоравања православља. Деценије прогона у комунистичком државном атеизму, које су власти Енвера Хоџе започеле 1967. и званично су окончане у децембру 1990. године, у великој мери су ослабиле све религије и њихове обичаје, посебно хришћане у Албанији. Посткомунистички период и укидање законских и других владиних ограничења на религију омогућили су оживљавање православља кроз институције и омогућили развој нове инфраструктуре, литературе, образовних објеката, међународних транснационалних веза и других друштвених активности.

## Историја
Хришћанство је први пут стигло у области кнежевине Арбанон кроз проповеди Светог апостола Павла током 1. века. Свети Павле је писао да је проповедао у римској провинцији Илирик, а легенда каже да је посетио Дирахијум. Свети Астије, илирски и хришћански мученик из 2. века, поштован од Римокатоличке и Православне цркве, служио је као епископ Драча (Дирахиум), за време цара Трајана (98–117). Астије је заштитник граа Драча. Међутим, управо је римски цар илирског порекла, Константин Велики, који је издао Милански едикт и легализовао хришћанство, да је хришћанска религија постала званична за оно што се данас сматра Албанијом. 
Велики раскол из 1054. године је, међутим, формализовао расцеп хришћанства на две гране, римокатолике и православне, што се одразило на области кнежевине Арбанон појавом римокатолика на северозападу и православних на североистоку и југу. Римокатоличка црква је у 11. веку створила архиепископију у Бару, која је под своју контролу ставила дривастску, улцињску, скадарску и друге епископије. Након раскола запад-исток, северозападна подручја Кнежевине Арбанон су се придружила или су постала римокатолици, док су североисток и југ остали православни. Као такав, током друге половине 12. века, римокатолицизам се проширио у северозападној Албанији, а у североисточној и јужној Албанији делимично је ушао међу становништво. Када је Отоманско царство постало доминантна сила у тим областима, оно је кроз интриге у највећој могућој мери искористило раскол исток-запад који је довео до дубоке огорчености између римокатолика и православаца и наставља да се дешава чак иу 21. веку. Верска транзиција са православља на католичанство догодила се током и након раскола, а због блиских односа са римским бискупом само је неколико римокатолика прешло на ислам током отоманске окупације у северозападној Албанији, али већина православних верника североистока и југа тадашње Албаније, прихватили су ислам користећи. У тренутку раскола (1054) нарои албаније су били привржени православној цркви и сви су били православни хришћани на североистоку и југу данашње Албаније или средњовековне кнежевине Арбанон, док је већина северозападњака постала и остала римокатоличка.

### Православље током османског периода
Званично отоманско признање православне цркве резултирало је толерисањем православног становништва све до касног 18. века, а традиционализам црквених институција успорио је процес преласка на ислам међу Албанцима. Православно становништво централне и југоисточне Албаније било је под црквеном јурисдикцијом Охридске православне архиепископије, док је југозападна Албанија била под Цариградском патријаршијом преко митрополије Јоаникије. Почетком 16. века албански градови Гјирокастер, Канине, Делвине, Валона, Корча, Клисура, Пермет и Берат су још увек били хришћани, а крајем 16. века Валона, Пермет и Омаре су и даље били хришћани, док је Гјирокастер све више постајао муслимански. Конверзија на ислам у градовима у Албанији је била спора током 16. века пошто је само 38% градског становништва постало муслиманско. Град Берат је од 1670. године па надаље постао углавном муслимански и његово преобраћење се делимично приписује недостатку хришћанских свештеника који би могли да пружају верске службе.
Разлике између хришћанских Албанаца у централној Албанији и охридских архиепископа довеле су до преласка на бекташијски ислам који је био апел на све, а да је мало инсистирао на поштовању ритуала. Централна Албанија, као што је област Драча, је до краја 16. века постала углавном муслиманска. Састојивши се од равница и као међупростор између северне и јужне Албаније, централна Албанија је била чвориште на старом путу Виа Егнатиа који је повезивао комерцијалне, културне и транспортне везе које су биле под директном османском административном контролом и верским муслиманским утицајем. Прелазак на ислам већине централне Албаније је стога у великој мери приписан улози коју је њена географија имала у друштвено-политичком и економском богатству региона.
Током касног осамнаестог века, православни Албанци су се у великом броју преобратили у ислам због руско-турских ратова тог периода и догађаја као што је руска побуна Орлова (1770) која је учинила да Османлије на православно становништво гледају као на савезнике Русије. Пошто су се неки православни Албанци побунили против Отоманског царства, Порта је одговорила и понекад примењивала силу да преобрати православне Албанце у ислам, истовремено пружајући економске мере за подстицање верског преобраћења. За то време дошло је до сукоба између новопреобраћених муслиманских Албанаца и православних Албанаца у одређеним областима. Примери укључују приобална села Борш која су напала Пикерас 1744. године, због чега су неки побегли у иностранство у места као што је јужна Италија. Друге области, као што је 36 села северно од области Погони, преобраћене су 1760. године и праћене нападом на православна села у областима Колоње, Лесковик и Пермет, чиме су многа насеља опљачкана и уништена.
Крајем осамнаестог века друштвено-политичке и економске кризе заједно са номиналном контролом Османте, резултирале су локалном бандитницом и муслиманским албанским бендовима претресли ароманским, грчким и православним насељима на насељима налазе се данас унутар и изван савремене Албаније и изван савремене Албаније. Унутар Албаније ти напади су кулминирали у Виткуку, углавном православном албанском центру, Москопољу углавном арумунском центру, где су грчка књижевна, образовна и верска култура и друга мања насеља била уништена. Ти догађаји су натерали неке Арумуне и православне Албанце да мигрирају далеко у места као што су Македонија, Тракија и тако даље. Неки православни појединци, познати као новомученици, покушали су да зауставе тренд преласка на ислам међу православним албанским становништвом и у том процесу су погубљени. Значајан међу овим појединцима био је Козма Етолски, (умро 1779.), грчки монах и мисионар који је путовао и проповедао недалеко до Крује, отворио многе грчке школе пре него што је оптужен као руски агент и погубљен од стране отоманских муслиманских албанских власти. Козма се залагао за грчко образовање и ширење грчког језика међу неписменим хришћанским народима који не говоре грчким језиком како би разумели Свето писмо, Литургију и на тај начин остали православни, док је његова духовна порука поштована међу савременим православним Албанцима. До 1798. масакр који је над приморским православним албанским селима Шенвасил и Нивице-Бубар извршио Али-паша, полунезависни владар пашалука Јањина, довео је до још једног значајног таласа преласка православних Албанаца у ислам.

### Распрострањеност православних хришћана у Албанији, на основу пописа из 1877, 1908. и 1918. године.
До других преобраћења, попут оних у региону Лаберије, дошло је због тешког положаја цркве. Ислам је најчешће прихватан из економских разлога који су нудили излаз из великих опорезивања као што је џизија или бирачки порез и друге тешке османске мере наметнуте хришћанима, истовремено отварајући могућности као што је гомилање богатства и тако даље. Други вишеструки фактори који су довели до преласка на ислам били су сиромаштво Цркве, неписмено свештенство, недостатак свештенства у неким областима. Осим тога, ослањање епископија Драча и јужне Албаније на опадајућу Охридску архиепископију, делимично због симоније, ослабила је способност православних Албанаца да се одупру преласку на ислам. Криптохришћанство је такође практиковано у одређеним случајевима широм Албаније. 
Северни погранични регион који се простире на савременој североисточној Албанији и јужном Косову, имао је углавном српско православно становништво које је елом прешло на ислам током друге половине осамнаестог века услед укидања Српске Пећке патријаршије (1766) и каснијих нестабилних црквених структура .
Средином 19. века, због реформи Танзимата започетих 1839. године, које су наметнуле обавезну војну службу немуслиманима, Православна црква је изгубила присталице пошто је већина Албанаца постала муслиманска.

### Оснивање аутокефалне албанске православне цркве
Након албанске независности 1912. године, Ноли (који ће 1924. такође бити политичка личност и премијер Албаније) отпутовао је у Албанију где је одиграо важну улогу у успостављању Албанске православне цркве. Дана 17. септембра 1922. године, први православни конгрес сазван у Берату формално је поставио темеље албанске православне цркве и прогласио њену аутокефалност. Цариградска патријаршија је 1937. године признала независност или аутокефалност Православне албанске цркве.

### Прогон православља у комунизму
Енвер Хоџа, комунистички председник Албаније је пропагирао да је Албанија угрожена религијом уопште, јер служи интересима традиционалних непријатеља у стилу „тројанског коња“; посебно православље оне Грчке и Србије. 1952. архиепископ Христофор је откривен мртав; већина је веровала да је убијен.
Хоџа је 1967. затворио све цркве и џамије у земљи и прогласио Албанију првом атеистичком земљом на свету. Свако изражавање вере, јавно или приватно, било је забрањено. На стотине свештеника и имама је убијено или затворено.

### Православље у посткомунистичкој Албанији
У децембру 1990. године, комунистички званичници су званично окончали 23-годишњу верску забрану у Албанији. У животу су остала само 22 православна свештеника. Да би се изборио са овом ситуацијом, Цариградски патријарх је именовао Анастасија за Патријаршијског егзарха албанске цркве. Као епископ Андрусе, Анастасије је своје време делио између својих наставних дужности на Атинском универзитету и Архиепископије Иринополиса у Кенији, која је тада пролазила кроз тежак период, пре свог именовања. Изабран је 24. јуна 1992. године, а устоличен 2. августа 1992. године. Анастасије је временом стекао поштовање за свој добротворни рад и сада је признат као духовни вођа Православне Цркве у Албанији.
Године 1992. Анастасије је користио напуштени хотел за почетне литургијске службе у Драчу. Од фебруара 2011. било је 145 свештенослужитеља, од којих су сви били држављани Албаније који су завршили Богословску академију Васкрсење Христово. Ова академија такође припрема нове чланове (мушкарце и жене) за катихизис и за друге службе у различитим црквеним активностима.
Анастасијеве активности у Албанији укључују реконструкцију различитих православних цркава које су конфисковале комунистичке власти, обнову 150 цркава и додатна улагања у школе и добротворне установе за сиромашне.
Још један велики Анастасијев опринос била је радио станица Нгјала која проповеда духовне, образовне, музичке и информативне информације о религији.
Поред две црквене средње школе, основала је три основне школе (1. – 9. разред), 17 дневних центара и два института за стручно усавршавање (под називом „Дух љубави“, основан у Тирани 2000. године) за које се наводи да бити први такве врсте у Албанији и обезбедити образовање у областима управљања тимом, ИТ рачуноводства, рачунарства, медицинске лабораторије, рестаурације и конзервације уметничких дела и византијске иконографије. У Гјирокастеру, 1 стручна школа, сиротиште „Православни дом наде“, студентски дом за девојчице, такође је пружио техничку и материјалну подршку многим јавним школама.
Православна аутокефална црква Албаније активно учествује равноправно у догађајима Православне цркве широм света. Члан је Светског савета цркава (чији је архиепископ Анастасије изабран за једног од осам председника 2006. године), и највећа међуверска организација на свету „Религије за мир“ (чије је Анастасиос изабран за почасног председника 2006). Такође је активан на разним екуменским конференцијама и програмима. 